# Miyun
Miyun (chinesisch 密雲區 / 密云区, Pinyin Mìyún Qū) ist ein Stadtbezirk der Regierungsunmittelbaren Stadt Peking in Nordchina. Der Stadtbezirk Miyun liegt im Nordosten des Verwaltungsgebiets von Peking. Er hat eine Fläche von 2.226 km² und 527.683 Einwohner (Stand: Zensus 2020). Ende 2017 hatte Miyun insgesamt 495.000 Einwohner, davon 438.000 mit Bürgerrecht, der Rest Wanderarbeiter, auswärtige Gymnasiasten etc. Von den 438.000 registrierten Einwohnern waren 244.000, also 55,7 % in der Landwirtschaft beschäftigt.
Eine touristische Attraktion ist das Nanshan Ski Village, ein beliebter Wintersportort.

## Geschichte
Funde von Steinwerkzeugen und Tongefäßen im Dorf Shanankou (山安口村) der Großgemeinde Bulaotun belegen, dass die Gegend von Miyun schon in der Jungsteinzeit besiedelt war (der Peking-Mensch lebte im heutigen Stadtbezirk Fangshan, mehr als 100 km südwestlich von Miyun). Erdwälle südlich des Dorfs Yanluo (燕落村), ebenfalls auf dem Gebiet von Bulaotun, werden auf etwa 2100 v. Chr. datiert. Während der Zeit der Streitenden Reiche gehörte der heutige Stadtbezirk zum Königreich Yan. König Xi gründete dort 243 v. Chr. die Kommandantur Yuyang (漁陽郡 / 渔阳郡)
mit Verwaltungssitz im heutigen Dorf Tongjunzhuang (統軍莊村 / 统军庄村) der Großgemeinde Shilipu. Die Qin-Dynastie übernahm 222 v. Chr. Yuyang als eine der 36 Kommandanturen des Reichs, ebenso wie danach die Han-Dynastie und die Wei-Dynastie.
Im Jahr 397, zu Beginn der Nördlichen Wei-Dynastie, erhielt die Kommandantur Miyun ihren heutigen Namen, abgeleitet von den dichten Wolken und Nebeln (chinesisch 密雲 / 密云), die oft die dortigen Berge umgeben. Damals wurden in der Kommandantur die drei Kreise Miyun (密雲縣 / 密云县), Baitan (白檀縣 / 白檀县) und Yaoyang (要陽縣 / 要阳县) eingerichtet. In der Nördlichen Qi-Dynastie (550–577) wurde die erste Version des heutigen Abschnitts Simatai der Großen Mauer errichtet. Damals war das Gebiet des heutigen Stadtbezirks die Kommandantur Anle (安樂郡 / 安乐郡) mit den Kreisen Miyun (密雲縣 / 密云县), Yanle (燕樂縣 / 燕乐县) und Anshi (安市縣 / 安市县). Dies wurde in der Sui-Dynastie im Prinzip beibehalten, nur dass nach mehreren Gebietsreformen die Kommandantur Anle im Jahr 607 nur noch aus den beiden Kreisen Miyun und Yanle bestand. Mit der Gründung der Tang-Dynastie im Jahr 618 wurden die Kommandanturen aufgelöst und in Präfekturen umgewandelt.
Anle wurde zur Präfektur Tan (檀州), wobei der Regierungssitz 693 in die heutige Großgemeinde Miyun verlegt wurde. Dort war auch der Amtssitz des Landrats von Miyun. Die Präfektur Tan bestand weiterhin aus den Kreisen Miyun und Yanle.

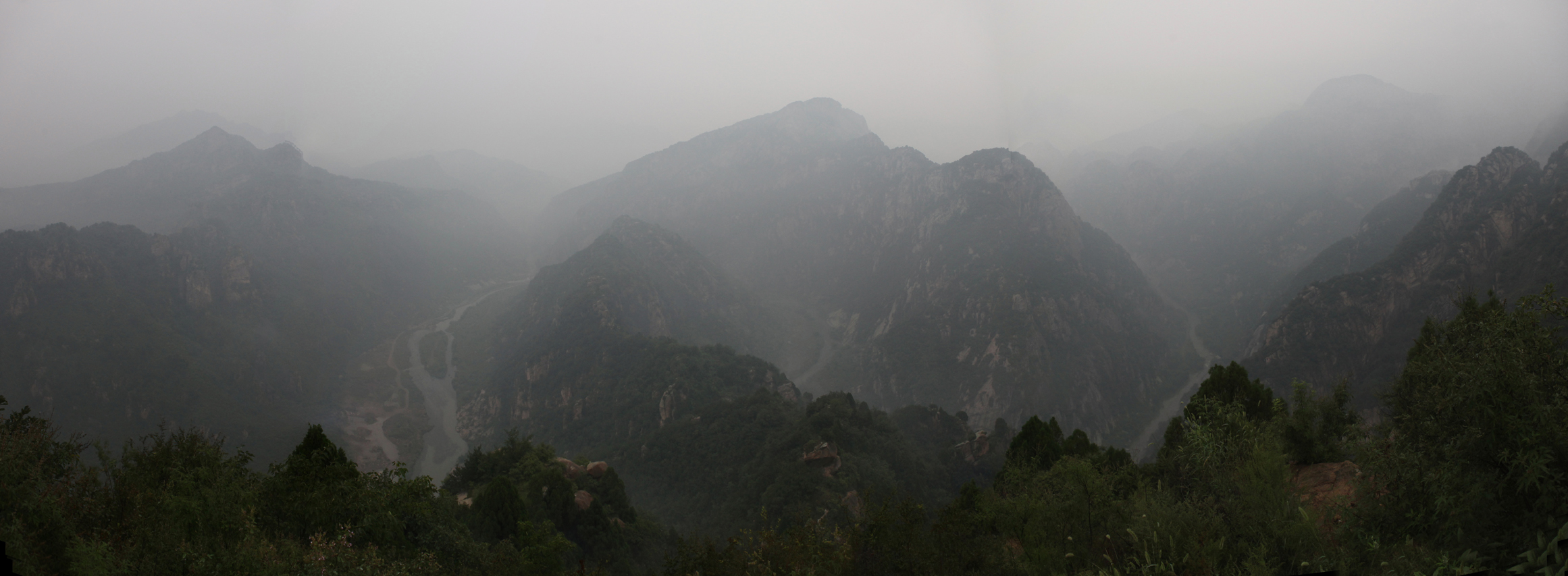
Die dichten Nebel, von denen Miyun seinen Namen erhielt

Im Jahr 936 trat Shi Jingtang (石敬瑭), der die Spätere Tang-Dynastie gestürzt und die Spätere Jin-Dynastie gegründet hatte, 16 Präfekturen südlich der Großen Mauer, einschließlich Tan und You (幽州, das heutige Peking) an die Kitan ab, um an der Nordgrenze Ruhe zu haben. Zwei Jahre später wurde You, umbenannt in Yanjing (燕京) die Südliche Hauptstadt von Liao.
Erst im Jahr 1123, gegen Ende der Nördlichen Song-Dynastie gab Liao 6 Präfekturen, darunter Tan, an China zurück. Zwei Jahre später, im Jahr 1125, wurde Liao von Jin überrannt, das die 6 abgetretenen Präfekturen zurückeroberte. 1234 wurde Jin seinerseits ein Opfer  der Mongolen. Die Präfektur Tan gehörte nun zum Hauptstadtbezirk des heutigen Peking (大都路) und wurde etwas später in Miyun umbenannt. Dies wurde von der Ming-Dynastie ab 1368 im Prinzip beibehalten, bis Miyun 1506 der Präfektur Changping zugeteilt wurde.
1688, in den frühen Jahren der Qing-Dynastie, kam Miyun wieder zur Hauptstadtpräfektur, nun Shuntianfu (順天府 / 顺天府) genannt, wo es bis 1928 blieb, als es aus dem Hauptstadtbezirk herausgelöst und der Provinz Hebei zugeteilt wurde. Im Mai 1933 verlor die Republik China den Abwehrkampf gegen die Japaner an der Großen Mauer. Miyun wurde zur entmilitarisierten Zone erklärt. Am 25. November 1935 setzten die Japaner die „Selbstverwaltungskommission Ost-Hebei“ ein, die am 25. Dezember 1935 die „Autonome Regierung Ost-Hebei“ (chinesisch 冀東防共自治政府, Pinyin Jìdōng Fánggòng Zìzhì Zhèngfǔ, japanisch Kitō Bōkyō Jichi Seifu) ausrief, ein Marionettenregime der Japaner. Im August 1937 wurde Miyun von der japanischen Armee offiziell besetzt, dann aber im Juni 1938 von der 4. Kolonne des 8. Armeekorps der KPCh befreit.
Im September 1945, nach dem Sieg über Japan, griffen die Regierungstruppen der Kuomintang Miyun an, besetzten es und richteten dort eine Kreisregierung ein. Am 5. Dezember 1948 fiel der Kreis Miyun dann wieder an die Rote Armee und wurde der Provinz Hebei zugeteilt. Am 20. Oktober 1958 kam Miyun zur Regierungsunmittelbaren Stadt Peking.
Im November 2015 wurde der Kreis Miyun per Beschluss der Stadtregierung von Peking und mit Genehmigung des Staatsrats der Volksrepublik China aufgelöst und in den Stadtbezirk Miyun umgewandelt.

## Administrative Gliederung

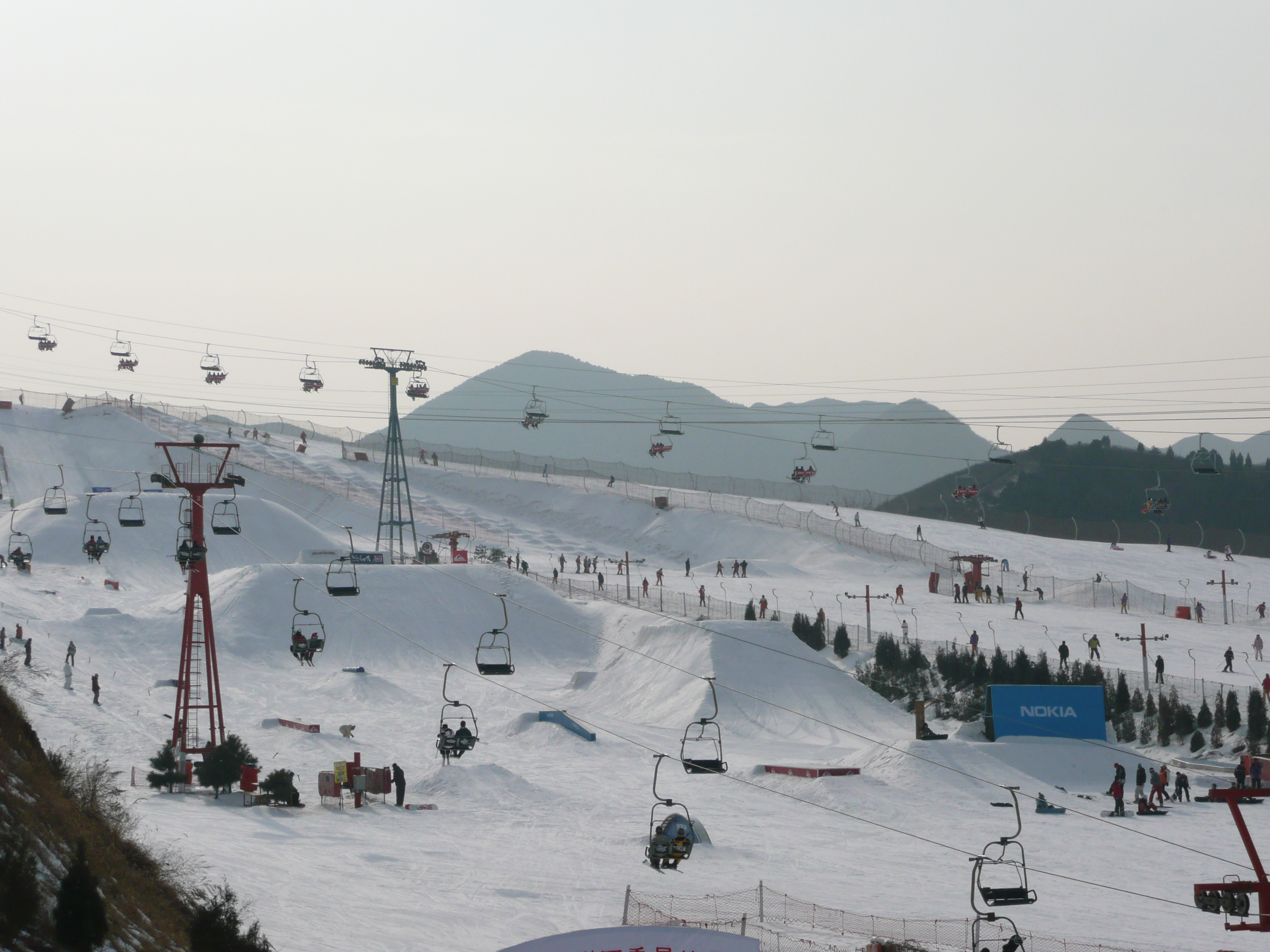
Nanshan-Skigebiet in den Bergen südlich der Großgemeinde Miyun

Auf Gemeindeebene setzt sich Miyun aus zwei Straßenvierteln, 17 Großgemeinden, einem Gebietsbüro und einem Gewerbegebiet  zusammen (2018). Diese sind:
- Straßenviertel Gulou (鼓楼街道), Sitz der Stadtbezirksregierung[7]
- Straßenviertel Guoyuan (果园街道)
- Großgemeinde Miyun (密云镇)
- Großgemeinde Xiwengzhuang (溪翁庄镇)
- Großgemeinde Xitiangezhuang (西田各庄镇)
- Großgemeinde Shilipu (十里堡镇)
- Großgemeinde Henanzhai (河南寨镇)
- Großgemeinde Jugezhuang (巨各庄镇)
- Großgemeinde Mujiayu (穆家峪镇)
- Großgemeinde Taishitun (太师屯镇)
- Großgemeinde Gaoling (高岭镇)
- Großgemeinde Bulaotun (不老屯镇)
- Großgemeinde Fengjiayu (冯家峪镇)
- Großgemeinde Gubeikou (古北口镇)
- Großgemeinde Dachengzi (大城子镇)
- Großgemeinde Dongshaoqu (东邵渠镇)
- Großgemeinde Beizhuang (北庄镇)
- Großgemeinde Xinchengzi (新城子镇)
- Großgemeinde Shicheng (石城镇)
- Gebietsbüro Tanying (檀营地区办事处)
- Gewerbegebiet Miyun (北京密云经济开发区)[8]